# Edward Sprague Rand
Edward Sprague Rand Jr (Boston, 1834 — 1897) foi um botânico norteamericano.
Realizou várias viagens botânicas ao Brasil. É autor de numerosos estudos sobre as orquídeas sul-americanas. Sua obra de maior sucesso sôbre as orquídeas é:  Orchids: description of the species and varieties grown at Glen Ridge, publicado em New York em 1876.
A Paphinia randi, orquidea brasileira, foi nomeada em sua homenagem por Lucien Linden (1851-1940) e Émile Rodigas (1831-1902) em 1885.